# Юдекс, Матиас
Матиас Юдекс (22 сентября 1528, Диппольдисвальде — 15 мая 1564, Росток) — германский протестантский (лютеранский) богослов.
Происходил из уважаемой, но бедной семьи; с раннего возраста был глубоко верующим человеком и придерживался аскетических взглядов на жизнь. Несмотря на острую нужду, сумел получить среднее образование, обучаясь в школах в Дрездене и Магдебурге. При финансовой поддержке богатого адвоката, у которого подрабатывал домашним учителем детей, в 1546 году вместе с сыном последнего был отправлен учиться в Виттенбергский университет, где изучал богословие и право. Получив по окончании этого учебного заведения учёную степень и будучи с 1549 года «вольным» преподавателем, вернулся в Магдебург, где стал сначала конректором, а c 1553 года дьяконом в церкви св. Ульриха. В период служения в Магдебурге был известен участием в принятии строгого Магдебургского церковного устава (30 апреля 1554 года) и примкнул к гнесиолютеранам; его другом и наставником был Йохан Виганд.
В 1560 году получил вместе с Вигандом назначение профессором Йенского университета, однако вскоре примкнул к Маттиасу Флациусу и был вместе с ним и своим другом Вигандом изгнан из города летом 1561 года, одновременно с этим лишившись профессорского звания. Поводом к его изгнанию послужило издание без разрешения консистории брошюры «Wie dass man soll vom Antichrist ausgehen nach Cristi Befehl». Юдекс первоначально возвратился в Магдебург, но в конце октября 1562 года был принуждён магистратом уехать и оттуда, отправившись в Висмар, где Виганд занимал должность суперинтенданта. Спустя два года стал пастором в Ростоке, однако скончался от болезни вскоре после переезда, не успев приступить к обязанностям.
Приобрёл известность сотрудничеством в « Magdeburger Centurien» и изданной вместе с Вигандом работой «Corpora doctrinæ ex Vetere et Novo Testamento collecta».